# Popielżyn Górny
Popielżyn Górny – wieś sołecka w Polsce położona w województwie mazowieckim, w powiecie płońskim, w gminie Joniec.
W latach 1975–1998 miejscowość administracyjnie należała do województwa ciechanowskiego.

## Historia
Wieś Popielżyn Górny powstała na terenie wyodrębnionych ziem z majątku Popielżyn Zawady na mocy carskiego dekretu uwłaszczeniowego po Powstaniu Styczniowym. W 1864 roku sześć rodzin obdarowanych zaufaniem pani Elżanowskiej (właścicielki majątku Popielżyn Zawady) otrzymało po włóce ziemi rolnej (17,3 ha) do samodzielnej uprawy w zamian za podatek gruntowy. Popielżyn Górny powstał więc z początkowo sześciu nowo wybudowanych siedlisk-gospodarstw usytuowanych na skarpie wzdłuż rzeki Wkry, przy prawym jej brzegu, w połowie piaskowej drogi między Popielżynem Zawady a miejscowością Joniec. W dokumentach rosyjskich i ich tłumaczeniach z tego okresu figuruje zamiast nazwy Popielżyn Górny nazwa Popielużyn.